# Trissolcus basalis
Trissolcus basalis (лат.) — вид паразитических наездников-яйцеедов из семейства Scelionidae (Telenominae). Используется в биоконтроле вредителей. Встречается космополитно.

## Описание
Мелкие перепончатокрылые наездники, длина тела около 1 мм: самки 1,07—1,28 мм, самцы 0,91—1,24 мм. Обладают компактным телом: голова грудь и брюшко чёрные. Личинки развиваются в яйцах клопов Pentatomidae (Pentatomomorpha). Известен как паразитоид клопа-щитника Nezara viridula, серьёзного вредителя сои, риса, хлопчатника.

## Классификация
Вид был впервые описан в 1858 году английским энтомологом Томасом Уолластоном (1822—1878) в составе рода теленомус под названием Telenomus basalis Wollaston, 1858. Среди палеарктических представителей рода Trissolcus вид T. basalis наиболее похож на Trissolcus semistriatus, с которым у него сходные эпистернальные ямки, удаленные как от постацетабулярной борозды, так и от мезоплевральной ямки, а также отсутствие грубой макроскульптуры на мезоскутуме и мезоскутеллуме.
Trissolcus basalis также похож на Trissolcus elasmuchae, от которого он отличается по отсутствию четко выраженной паракоксальной борозды в вентральной половине метаплеврона и по форме эпистернальных ямок, которые у T. elasmuchae в виде более или менее непрерывной линии от заднеацетабулярной борозды до мезоплевральной ямки.